# Paranthropus
Paranthropus (iz grčkog παρα, para „pored”; άνθρωπος, ánthropos „čovjek”) je rod izumrlih hominina. Takođe poznati kao robustni australopitecini, oni su bili dvonožni hominidi, koji su verovatno potekli od gracilnih australopitecina (Australopithecus) pre 2,7 miliona godina.
Pripadnike tog roda karakteriše robustna kraniodentalna anatomija, uključujući i sagitalnu lobanjsku krestu kao kod gorile, što ukazuje na snažne mišiće za žvakanje, i široke zube prilagođene mlevenju biljne hrane. Međutim, lobanje Paranthropus aethiopicusroda Paranthropus nemaju transversnu lobanjsku krestu, koja je takođe prisutna kod današnjih gorila.

## Otkriće
Gert Terblanč, dečak školskog uzrasta, 1938. godine je otkrio nepotpunu lobanju i čeljust vrste Paranthropus robustus kod nalazišta Kromdraj B (70 km jugozapadno od Pretorije) u Južnoafričkoj Republici. Kao novi rod i vrstu opisao ga je Robert Brum. Spomenuto nalazište iskopava se od 1993. godine, kada je to otpočeo Fransis Takeri. Smatra se da je Kromdraj B star oko 1,95 miliona godina.
Vrstu Paranthropus boisei otkrila je Mari Liki 17. 7. 1959. godine kod nalazišta FLK Bed I Olduvajskog klanca u Tanzaniji (primerak OH 5). Mari je radila sama, budući da je Luj bio bolestan i ostao u kampu. Odjurila je nazad u kamp, a Luj se, čuvši za to izvanredno otkriće, iznenada oporavio. Nisu nastavili ekskavaciju sve dok Des Bartlet nije napravio fotografije nalazišta.
U svojim beleškama Luj je zapisao prvi naziv, Titanohomo mirabilis, budući da je isprva bio pod utiskom da je u pitanju blizak ljudski srodnik. Luj i Mari su počeli da ga nazivaju „dragim dečakom” (Dear Boy). Iskopavanje je prekinuto 7. augusta. „Dragi dečak” pronađen je sa alatima iz oldovanske kulture i životinjskim kostima.
Otkriće fosila objavljeno je u časopisu Nature 15. augusta 1959. godine, ali to izdanje nije izašlo do septembra zbog štrajka štampara. U njemu je Luj svrstao taj fosil u Brumovu potporodicu Australopithecinae, stvorivši novi rod za njega, Zinjanthropus, te novu vrstu, boisei. „Zinj” je stara arapska reč za obalu Istočne Afrike, a „boisei” se odnosi na Čarlsa Bojseja, dobrotvora Likijevih. Luj je zasnovao svoju klasifikaciju na osnovu dvadeset razlika od roda Australopithecus.
Brum je umro 1951. godine, ali je Dart još uvek bio živ. Luj je razmatrao Brumovog Paranthropusa kao naziv za taj rod, ali ga je odbacio jer je smatrao da je Zinj bio jedan od predaka roda Homo, što Paranthropus nije. Za to se jako oslanjao na veće očnjake kod Zinja.
U to vreme u paleoantropologiji se više praktikovalo skupljanje svih primeraka zajedno umesto da se razdvajaju. Stoga je prezentiranje Zinja tokom Četvrtog panafričkog kongresa praistoričara u julu u tadašnjem Belgijskom Kongu, tokom kojeg je Luj bio prisiljen da čita zakasneli članak časopisa Nature skoro stvorila pribleme Luju zbog stvaranja novog roda. Dart ga je spasio sa sada poznatom šalom, „... šta bi li se desilo da je gospođa Ples srela „Dragog dečaka” jedne tamne noći.”
Borba oko naziva nastavila se još mnogo godina i dovela do raskola između Luja i Legros Klarka, Sir Vilfrida iz 1955. godine, koji je zauzeo stav da naziv treba da bude Paranthropus. S druge strane zbližila je Likijeve i Dr. Melvila Bela Grosvenora iz Nacionalnog geografskog društva. Likijevi su postali međunarodno poznati i više nisu imali problema sa pronalaženjem novčanih sredstava. Pitanje Zinja na kraju je postalo deo pitanja rodova Australopithecus/Paranthropus (koje se odnosilo samo na robustne australopitecine).

## Opis
Sve vrste roda Paranthropus bile su dvonožne i mnoge su postojale u isto vreme kao i vrste roda Homo (koje su možda potekle od Australopithecusa). Paranthropus se prvi put pojavio pre oko 2,7 miliona godina. Većina vrsta roda Paranthropus imala je mozak oko 40% veličine onog kod današnjeg čoveka. Među vrstama roda Paranthropus postojale su određene varijacije u veličini, ali većina je bila visoka između 1,3 i 1,4 m i bila prilično mišićava. Smatra se da je Paranthropus radije nastanjivao pošumljena područja nego travnjake, koje je preferirao Australopithecus.
To da je Paranthropus bio dvonožan zaključuje se na osnovu anatomske strukture njegovih kukova, nogu i stopala, koji liče i na one kod njegovog pretka, Australopithecusa afarensisa, ali i na one kod današnjih ljudi. Karlica je slična kao kod vrste A. afarensis, ali je kukovni spoj, uključujući i glavu bedrene kosti i čašicu kuka, bio manji kod Paranthropusa. Sličnost strukture kuka kod A. afarensisa i Paranthropusa ukazuje na to da su se slično kretali, te da se Paranthropus više kretao kao „gracilni australopiti”. Pokazuju anatomsku sličnost sa današnjim ljudima u pogledu palca na stopalu i razvijenih planarnih aponeuroza. Kost donožja palca pokazuje proširenu osnocu za više unutrašnje potpore, te više distalnu površinu spoja, što uzrokuje više povezanosti i potpore za ostale kosti stopala. Dodatni oslonac na palcu i ekstenzivne planarne aponeuroze pokazuju da je Paranthropus imao hiperekstenziju palca za ciklus hoda „toe-off” fazom (fazom inercijalnog njihanja), što je karakteristično za današnje ljude kao dvonošce.
Paranthropusovo ponašanje bilo je dosta drukčije od čovečijeg u pogledu toga da ga nije mogao prilagoditi okolini, niti je bio podednako snalažljiv. Dokazi tomu leže u njegovoj fiziologiji, skrojenoj specifično za ishranu larvama i biljkama. To bi ga činilo više zavisnim od uslovima u staništu nego pripadnike roda Homo, kao što je Homo habilis, koji je imao mnogo raznolikiju prehranu. Prema tome, budući da je bio specijalizovana vrsta, teže se prilagođavao klimatskim promenama, koje su na kraju dovele do njegovog izumiranja.

## Osporena taksonomija
Evolucioni biolog Ričard Dokins navodi „nekoliko verovatno različitih vrsta” robustnih hominida, a „kao i obično njihovo srodstvo i tačan broj vrsta predmet su debate. Nazivi koji se priključuju mnogim od tih stvorenja ... su Australopithecus (ili Paranthropus) robustus, Australopithecus (ili Paranthropus ili Zinjanthropus) boisei, te Australopithecus (ili Paranthropus) aethiopicus.”
Različita su mišljenja po pitanju toga da li bi se vrste P. aethiopicus, P. boisei i P. robustus trebalo uključiti u rod Australopithecus. Pojava robustnih vrsta mogla bi biti primer bilo divergentne ili konvergentne evolucije. U naučnoj zajednici trenutno ne postoji konsenzus po pitanju toga da li bi P. aethiopicus, P. boisei i P. robustus trebalo svrstati u odvojen rod, Paranthropus, za koji se smatra da je potekao iz linije Australopithecusa. Do poslednje decenije većina je naučne zajednice uključivala sve vrste i iz roda Australopithecus i Paranthropus u jedinstven rod. U naučnoj zajednici se trenutno koriste i prihvataju oba taksonomska sistema. Međutim, iako se i Australopithecus robustus i Paranthropus robustus koriste za iste primerke, neki istraživači, počevši sa Robertom Brumom, a kasnije i osobama kao što su Bernard A. Vud, smatraju da postoji razlika između rodova Australopithecus i Paranthropus, i da bi oni trebalo da budu odvojeni.

## Pojavljivanje u fosilnim zapisima
Vrste roda Australopithecus, A. afarensis, A. africanus i A. anamensis, najvećim su delom ili nestale iz fosilnih tragova pre pojave ranih ljudi ili su se pokazale kao pretci Homo habilisa, ali su P. boisei i P. aethiopicus nastavile da evoluiraju zasebnom putanjom, odvojenom i nevezanom za onu ranih ljudi. Paranthropus je delio mesto života sa ranim primerima roda Homo, kao što su H. habilis, H. ergaster, a moguće i H. erectus.
Australopithecus afarensis i A. anamensis su do tada većinom već bili nestali. Takođe su postojale znatne morfološke razlike između Australopithecusa i Paranthropusa, mada su one pronađene na ostacima lobanje. Postkranijalni ostaci bili su im vrlo slični. Paranthropus je kraniodentalno bio masivnije građen i imao krestu kao i gorile, u kojoj su bili ukorenjeni ogromni mišići za žvakanje.

## Inteligencija
Vrste roda Paranthropus imale su manje moždane šupljine od roda Homo, ali znatno veće nego kod Australopithecusa. Paranthropus se povezuje sa kamenim alatima i iz južne i istočne Afrike, mada postoji dosta debate po pitanju toga da li su ih pravili i koristili ti robustni australopitecini ili pripadnici roda Homo koji su živeli u isto vreme. Većina smatra da su rani pripadnici roda Homo pravili alate, ali fosili ruku iz Svartkransa (Južna Afrika) ukazuju na to da je ruka vrste Paranthropus robustus takođe bila prilagođena preciznom grabljenju i korištenju alata. Gotovo se sigurnim čini da većina vrsta roda Paranthropus nije mogla usmeno da komunicira niti da kontroliše vatru, mada su njihovi ostaci direktno vezani s njom u nalazištu Svartkrans.

## Ishrana
Tir E. Cerling i kolege 2011. su godine u časopisu Proceedings of the National Academy of Sciences objavili istraživanje vezano za rad sa izotopima ugljenika u gleđi 24 zuba od 22 jedinke roda Paranthropus koje su živele u Istočnoj Africi pre između 1,4 i 1,9 miliona godina. Njihovi rezultati ukazuju na to da je Paranthropus boisei više konzumirao biljke bogate ugljenikom C4 nego bilo koji do sada istraženi ljudski predak ili srodnik.

## Literatura
- „What Killed Paranthropus?” (Abstract). New Scientist (2434). 14. 02. 2004.

- Morell, Virginia (2011). Ancestral Passions: The Leakey Family and the Quest for Humankind's Beginnings (на језику: енглески). Simon & Schuster. ISBN 9781439143872.

## Spoljašnje veze
- „Hominidae”. Mikko's Phylogeny Archive. Архивирано из оригинала 10. 01. 2008. г.
- „Early Human Phylogeny”. Smithsonian Institution. Архивирано из оригинала 02. 11. 2005. г. Приступљено 08. 01. 2019.
- „Paranthropus”. Human Evolution—A Look At Our Ancestors. Humboldt State University. Архивирано из оригинала 14. 04. 2001. г.